# Göreme
Göreme (phát âm [ˈɟøɾeme]; tiếng Hy Lạp cổ: Κόραμα, Kòrama) tọa lạc giữa các kiến tạo đá "ống khói thần tiên" là một thị xã ở Cappadocia, một vùng lịch sử của Thổ Nhĩ Kỳ. Thị xã này nằm ở tỉnh Nevşehir ở trung bộ Anatolia và có dân số khoảng 2500 người. Đây là một vườn quốc gia ở Thổ Nhĩ Kỳ. Năm 1985, vườn quốc gia này và khu núi đá Cappadocia được UNESCO công nhận là di sản thế giới.